# Interstate 78
La Interstate 78 (I-78) è un'autostrada dell'Interstate Highway System negli Stati Uniti nordorientali, che corre per 232 km tra Union Township in Pennsylvania e termine nell'Holland Tunnel a New York City.
Collega le aree metropolitana della Lehigh Valley in Pennsylvania, la Gateway Region del New Jersey e l'area metropolitana di New York a New York.
È inoltre un importante collegamento tra i tre aeroporti internazionali che servono la città di New York City: lL'aeroporto Internazionale di John F.Kennedy, l'aeroporto LaGuardia e l'aeroporto internazionale di Newark Liberty.
| Tipo | Indicazione                                         | Stato        |
| ---- | --------------------------------------------------- | ------------ |
|      | North/Hazleton                                      | Pennsylvania |
| 6    | Lebanon/Fredericksburg                              | Pennsylvania |
| 10   | Frystown                                            | Pennsylvania |
| 13   | Bethel                                              | Pennsylvania |
| 15   | Grimes                                              | Pennsylvania |
| 16   | Midway                                              | Pennsylvania |
| 17   | Rehrersburg                                         | Pennsylvania |
| 19   | Strausstown                                         | Pennsylvania |
| 23   | Shartlesville                                       | Pennsylvania |
| 29   | Pottsville/Reading                                  | Pennsylvania |
| 30   | Hamburg                                             | Pennsylvania |
| 35   | Lenhartsville                                       | Pennsylvania |
| 40   | Kutztown/Krumsville                                 | Pennsylvania |
| 45   | Lynnport/New Smithville                             | Pennsylvania |
| 49A  | South/Trexlertown                                   | Pennsylvania |
| 49B  | North/Fogelsville                                   | Pennsylvania |
| 51   | East to PA Turnpike North LVI Airport               | Pennsylvania |
| 54   | Hamilton Boulevard                                  | Pennsylvania |
| 55   | Cedar Crest Boulevard                               | Pennsylvania |
| 57   | Lehigh St                                           | Pennsylvania |
| 59   | To Summit Lawn                                      | Pennsylvania |
| 60   | South Quakertown                                    | Pennsylvania |
| 67   | Hellertown/Bethlehem                                | Pennsylvania |
| 71   | North Stroudsburg To                                | Pennsylvania |
| 75   | To Easton/Philadelphia                              | Pennsylvania |
| 3    | Phillipsburg/Bloomsbury                             | New Jersey   |
| 6    | Warren Glen/Asbury (Stazione di Servizio Pesi Medi) | New Jersey   |
| 7    | West Portal/Bloomsbury                              | New Jersey   |
| 11   | West Portal/Pattenburg                              | New Jersey   |
| 12   | Jutland/Norton                                      | New Jersey   |
| 15   | East Clinton/Pittstown                              | New Jersey   |
| 16   | North Washington                                    | New Jersey   |
| 17   | South Flemington/Trenton                            | New Jersey   |
| 18   | East Annandale/Lebanon                              | New Jersey   |
| 24   | Oldwick/Whitehouse                                  | New Jersey   |
| 26   | Spur - Lamington/White Station                      | New Jersey   |
| 29   | Morristown/Somerville                               | New Jersey   |
| 33   | Bernardsville/Martinsville                          | New Jersey   |
| 36   | Basking Ridge/Martinsville                          | New Jersey   |
| 40   | The Plainfields/Watchung/Gillette                   | New Jersey   |
| 41   | Berkeley Hgts/Scotch Plains                         | New Jersey   |
| 43   | Berkeley Hgts/Watchung                              | New Jersey   |
| 44   | New Providence/Berkeley Hgts                        | New Jersey   |
| 45   | Glenside Ave/Summit                                 | New Jersey   |
| 48   | East Newark                                         | New Jersey   |
|      | No EXPRESS                                          | New Jersey   |
| 56   | W Peddle Street/Elizabeth Ave                       | New Jersey   |
|      | NJ Turnpike North/South                             | New Jersey   |
| 14A  | Exit 14A                                            | New Jersey   |
| 14B  | Exit 14B                                            | New Jersey   |
|      | Liberty Science Ctr                                 | New Jersey   |
|      | Jersey City/Columbus Drive                          | New Jersey   |
| 1    | West St                                             | New York     |
| 2    | Uptown/Hudson St                                    | New York     |
| 3    | Brooklyn                                            | New York     |
| 4    | Downtown                                            | New York     |
|      | Canal Street-Lower Manhattan                        | New York     |